# Оберхонефелд-Гиренд
Оберхонефелд-Гиренд (њем. Oberhonnefeld-Gierend) општина је у њемачкој савезној држави Рајна-Палатинат. Једно је од 62 општинска средишта округа Нојвид. Према процјени из 2010. у општини је живјело 1.015 становника. Посједује регионалну шифру (AGS) 7138053.

## Географски и демографски подаци
Оберхонефелд-Гиренд се налази у савезној држави Рајна-Палатинат у округу Нојвид. Општина се налази на надморској висини од 391 метра. Површина општине износи 4,0 km². У самом мјесту је, према процјени из 2010. године, живјело 1.015 становника. Просјечна густина становништва износи 256 становника/km².